# NGC 4211B
NGC 4211B is een spiraalvormig sterrenstelsel in het sterrenbeeld Hoofdhaar. Het hemelobject werd op 30 april 1881 ontdekt door de Franse astronoom Édouard Jean-Marie Stephan.

## Synoniemen
- UGC 7277
- MCG 5-29-43
- ZWG 158.53
- KCPG 327B
- Arp 106
- VV 199
- PGC 39195